# Jean-Louis Sanchez
Pour les articles homonymes, voir Sanchez.
Jean-Louis Sanchez est fondateur et délégué général de l’Observatoire national de l'action sociale décentralisée, politologue, auteur de nombreux ouvrages sur le développement économique et social, la décentralisation et la crise, il s’est engagé depuis de nombreuses années dans la  défense  du lien social et du Vivre-Ensemble. À ce titre, il lance notamment en 1999 un appel à la fraternité pour inviter, à la veille d’un nouveau millénaire, à une mobilisation générale contre l’effacement des repères et le délitement du lien social.
Cet appel, largement soutenu[réf. nécessaire] alors que  bien peu médiatisé, est à l’origine de la promotion de la Fraternité comme Grande Cause nationale en 2004, par décret de Jean-Pierre Raffarin,, donnant lieu à une forte implication des maires des grandes villes de France (Paris, Marseille, Bordeaux) dont les deux tiers signeront une charte de la Fraternité.
Ce souci de contribuer à la consolidation du Vivre-Ensemble par la pédagogie et la démonstration des faits, tout particulièrement en période de crise, l’a en outre conduit à créer le  journal de l’Action sociale et du développement social ainsi que l’Institut national du développement social.

## Biographie
Né le 16 décembre 1944, à Boghari en Algérie, Jean-Louis Sanchez y vit durant une vingtaine d’années avant de rejoindre l’Hexagone[Quoi ?] en 1965. Ses premiers pas dans la vie sont influencés par l’expérience de ses parents ayant dû quitter l’Espagne à la suite du coup d'État qui conduira le général Francisco Franco au pouvoir. Marchant sur les traces de son père, il commence alors ses études universitaires de droit à Alger tout en collaborant à la rédaction de la rubrique cinéma du journal Alger républicain.
Son premier métier est consacré à l’enseignement primaire puis secondaire dans des écoles catholiques en Algérie. Et lorsqu’il quitte l'Algérie pour s’établir en France[Quoi ?], il termine ses études pour enseigner à la Faculté de droit de Limoges entre 1968 et 1975. Soucieux de diversifier son expérience, il quitte l’enseignement pour se consacrer à des fonctions d’encadrement dans des collectivités locales avec comme dernière responsabilité celle de la direction de la solidarité du Conseil général de la Haute-Vienne.
C’est cette double filiation professionnelle qui l’amène à fonder en 1990 l’Observatoire de l’action sociale.

## Du cheminement individuel à la création de l’Observatoire (ODAS)
En effet, ses diverses expériences professionnelles et sa vision de la fragilité de notre société ont persuadé Jean-Louis Sanchez de la nécessité d’un lieu d’expertise, qui par sa neutralité et son attachement aux valeurs fondamentales de notre pays, apporte une dimension plus opérationnelle à la nécessaire adaptation de la réponse publique[non neutre]. 
Un intérêt manifesté par les édiles locaux le conduit à rédiger un ouvrage intitulé La République des maires pour les inciter à la mise en œuvre d’ateliers du Vivre-Ensemble. 
Une vision anthropologique des besoins sociaux qui convaincra Jean-Louis Sanchez de s’engager dans la réhabilitation du triptyque républicain dans ses trois dimensions afin d’éviter que la liberté et l’égalité génèrent un excès d’individualisme, de consumérisme au détriment du lien social.

## Décorations
- Officier de l'ordre national du Mérite (2003)[8]
- Chevalier de la Légion d'honneur (1999)[9]

## Publications
- La promesse de l'autre, Les liens Qui Libèrent, 2013  (ISBN 1020900652)
- Pour une République des maires, L'Harmattan, 2008  (ISBN 978-2296074385)
- Se former au développement social local, préface, Dunod, 2008  (ISBN 978-2100516711)
- Réussir l'observation gérontologique', Vieillissement et cohésion sociale, Dunod, 2003  (ISBN 2-10-007337-0)
- Décentralisation : de l’action sociale au développement social, état des lieux et perspectives, L'Harmattan, 2001  (ISBN 2-7475-0979-6)
- L'observation de l'enfance en danger : guide méthodologique, Odas Éditeur, 2001  (ISBN 2-910101-39-8)
- L'action sociale décentralisée, bilan et perspectives, Odas Éditeur, 1993  (ISBN 2-910101-01-0)